# Pinguicula conzattii
Pinguicula conzattii är en tätörtsväxtart som beskrevs av Zamudio och van Marm. Pinguicula conzattii ingår i släktet tätörter, och familjen tätörtsväxter. Inga underarter finns listade i Catalogue of Life.

## Bildgalleri

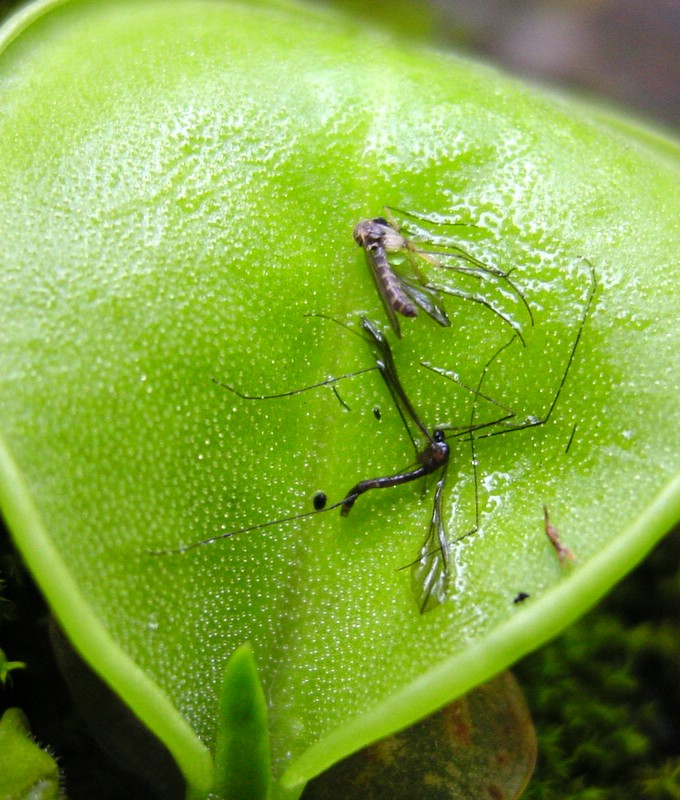